# Systematiska biologins framväxt
Systematiska biologins framväxt är ett förslag till världsarv. Sverige är det land som föreslagit världsarvet med tanken att det ska bli ett världsarv bestående av en serie om tretton objekt i åtta länder. Hittills är det endast Sverige som satt upp förslaget på den "tentativa listan".

## Objekt i Sverige
1. Linnés Råshult i Älmhults kommun
2. Linnéträdgården med Linnémuseet i Uppsala
3. Herbationes Upsalienses
  - Hågadalen-Nåstens naturreservat
  - Fäbodmossens naturreservat
  - Årike Fyris
4. Linnés Hammarby

## Möjliga objekt i andra länder än Sverige
1. Hortus Botanicus Leiden, Nederländerna
2. Taffelberget, Sydafrika
3. Jardin des Plantes i Paris i Frankrike
4. Chelsea Physic Garden i London i Storbritannien
5. Bartram's Garden i Philadelphia i USA
6. Botany Bay utanför Sydney i Australien
7. Någon plats i Nagasaki eller Hakone i Japan